# Sollevazione della Grande Polonia (1806)
La Sollevazione della Grande Polonia del 1806 (in polacco: powstanie wielkopolskie 1806 roku) fu un'insurrezione militare dei polacchi contro le forze della Prussia, che occupava il territorio della Polonia dopo la seconda spartizione della Confederazione Polacco-Lituana del 1793.
La rivolta del 1806 fu organizzata dal generale Jan Henryk Dąbrowski per aiutare le forze francesi comandate da Napoleone che, dopo la schiacciante vittoria di Jena, avanzavano verso est per inseguire i resti dell'esercito prussiano e affrontare l'esercito russo in arrivo. La rivolta favorì l'avanzata della Grande Armée ed ebbe una notevole importanza politica, influenzando la successiva decisione di Napoleone di costituire il Ducato di Varsavia con i territori polacchi liberati.